# 90383 Johnloiacono
90383 Johnloiacono este un asteroid din centura principală de asteroizi.

## Descriere
90383 Johnloiacono este un asteroid din centura principală de asteroizi. A fost descoperit pe 16 noiembrie 2003 în cadrul proiectului CSS. Asteroidul prezintă o orbită caracterizată de o semiaxă mare de 2,64 ua, o excentricitate de 0,22 și o înclinație de 1,7° în raport cu ecliptica.